# Almelose Aa

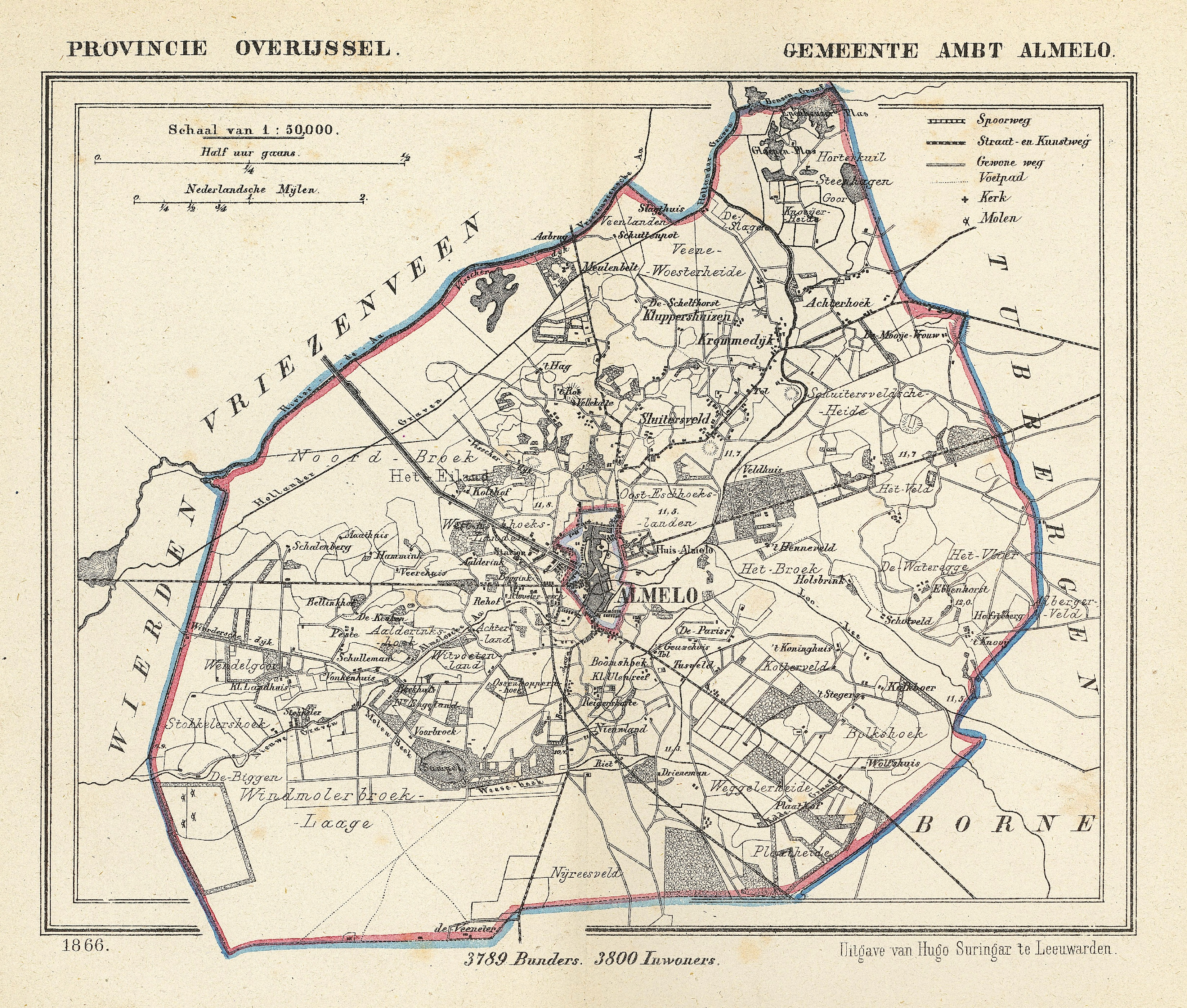
De Almelose Aa, de Nieuwe Graven en de Loolee op een kaart van de gemeente Almelo uit 1866. Men sprak toen nog van de 'Almelosche Aa' en de 'Loo Lee'.

De Almelose Aa is een rivier die meandert door het centrum van Almelo in de Nederlandse provincie Overijssel. De watergang ontvangt zijn water via de Loolee (ongeveer 500 meter stroomopwaarts vanaf het Banis-gemaal).
Eigenlijk zou de Aa moeten worden opgedeeld in drie stukken:
- De Hagen (vanaf de Loolee tot het Theaterhotel Almelo)
- De Almelose Aa, (tot het punt waarop de oorspronkelijke loop in 1475/'76 verlegd is) en
- De Nieuwe Graven, (gegraven in 1475/'76, tot de instroom van de Wierdense Aa).

Tegenwoordig wordt de Hagen echter vaak onder de noemer Aa geschaard en de Nieuwe Graven gaat door voor de Weezebeek. Via die beek wordt het water afgevoerd naar de Regge. In het centrum wordt steeds meer nadruk gelegd op de Aa.

## Traject en achtergrond
De Almelose Aa heeft een trajectlengte van ruim zes kilometer en er bevinden zich drie stuwen in de Aa. De watergang begint zoals gezegd bij de Loolee, vervolgens nadat de Castello Flat en het Theaterhotel zijn gepasseerd komt de Aa uit in de wijken Rohof en Ossenkoppelerhoek en stroomt vervolgens door het Beeklust Park. Hierna is de beek samengevoegd met de Weezebeek en stroomt dan onder de Ringweg nog 2 kilometer door, waarna hij overgaat in de Exoosche Aa.
Vanaf 2006 heeft de Almelose Aa een verlaagd terras, waar de klanten van proeflokaal "België" hun drankje kunnen drinken terwijl ze vlak bij het water zitten.
Ook is er bij de lokale cafés een witbier te verkrijgen dat vernoemd is naar deze watergang, genaamd "Witte Aa".

## Foto's

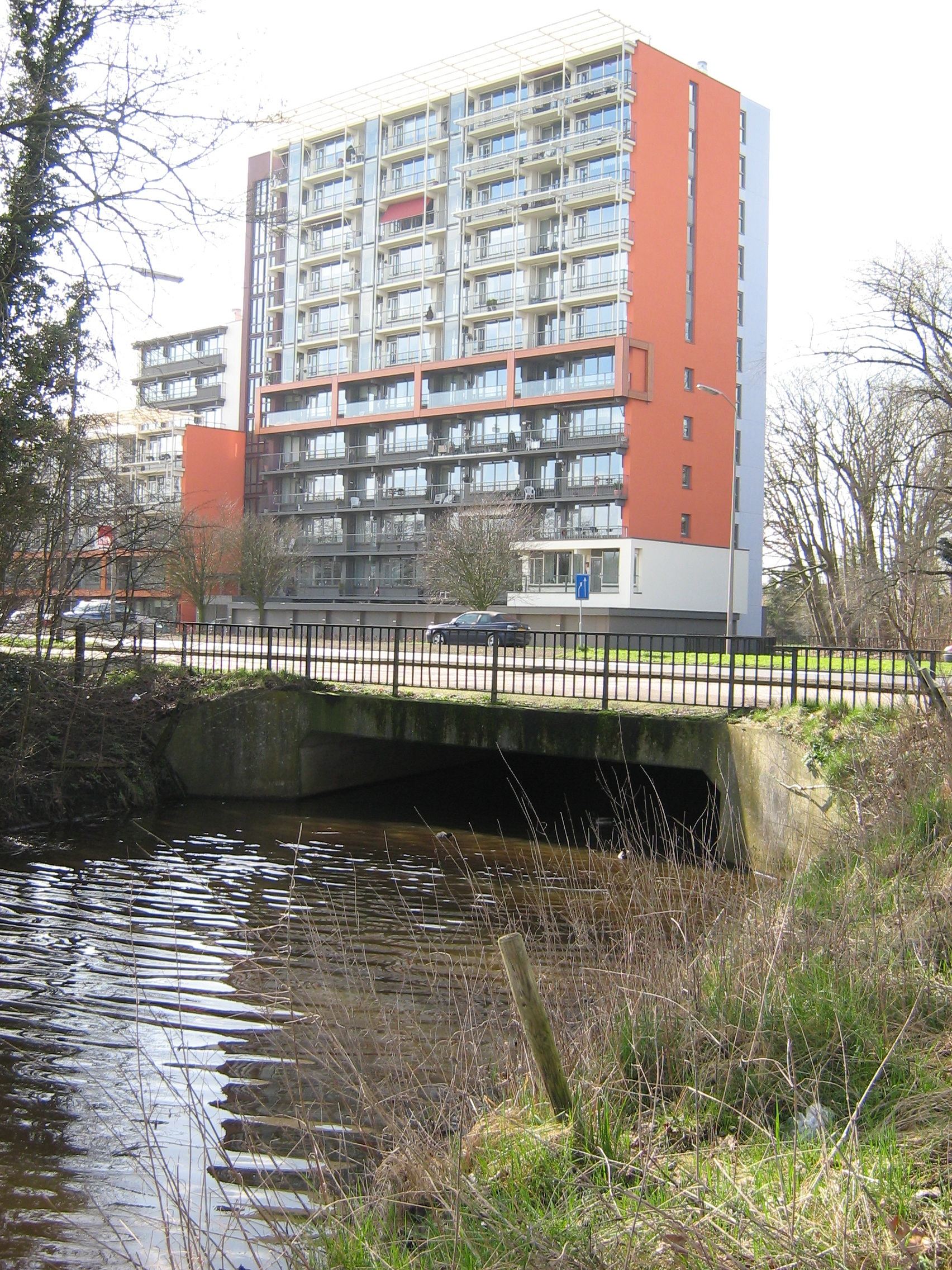
Op dit punt stroom de Aa de ringweg door naar de Castelloflat
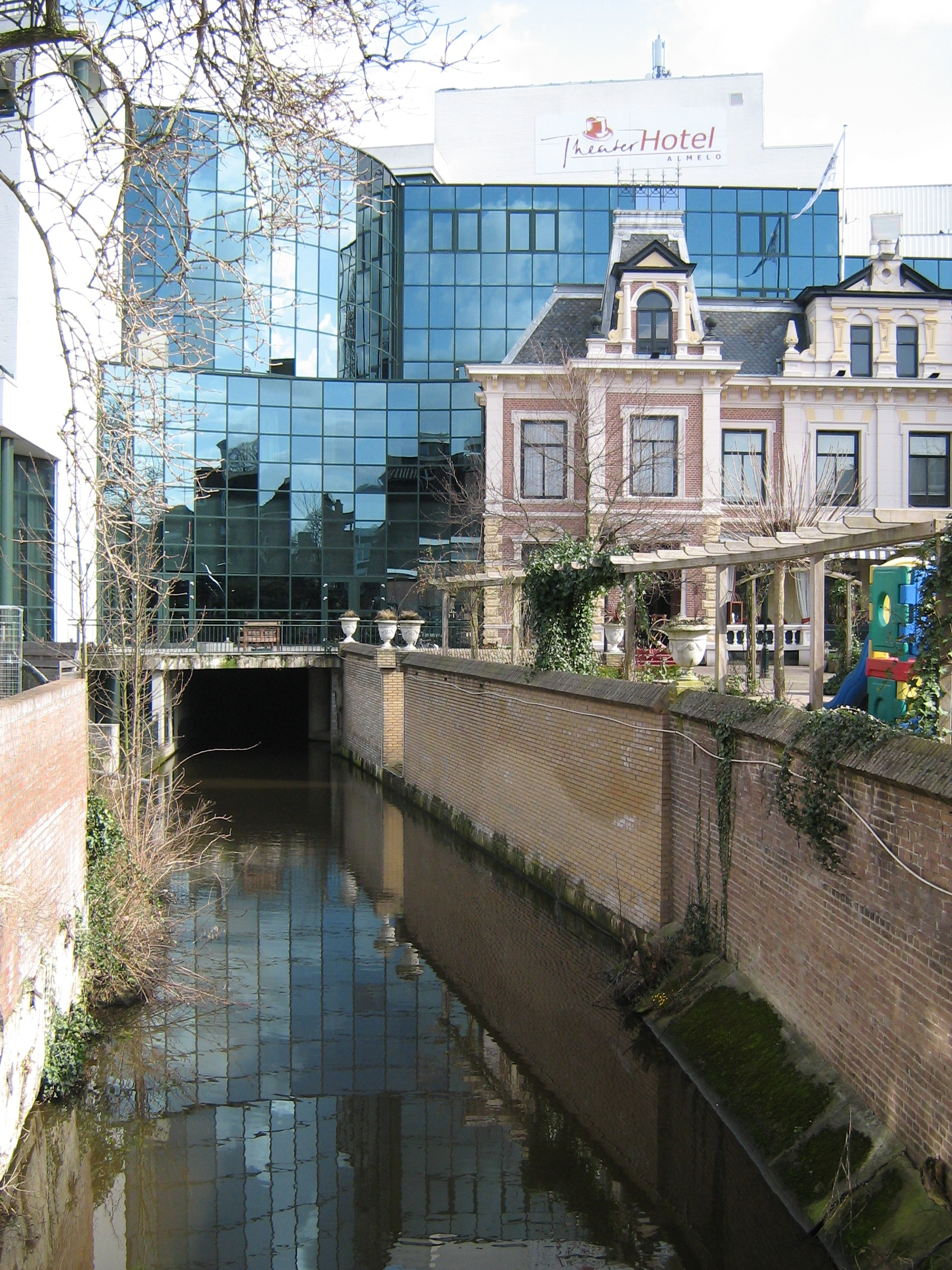
Uitzicht vanaf het terras van een lokale ijscotheek op het terras van het Theaterhotel
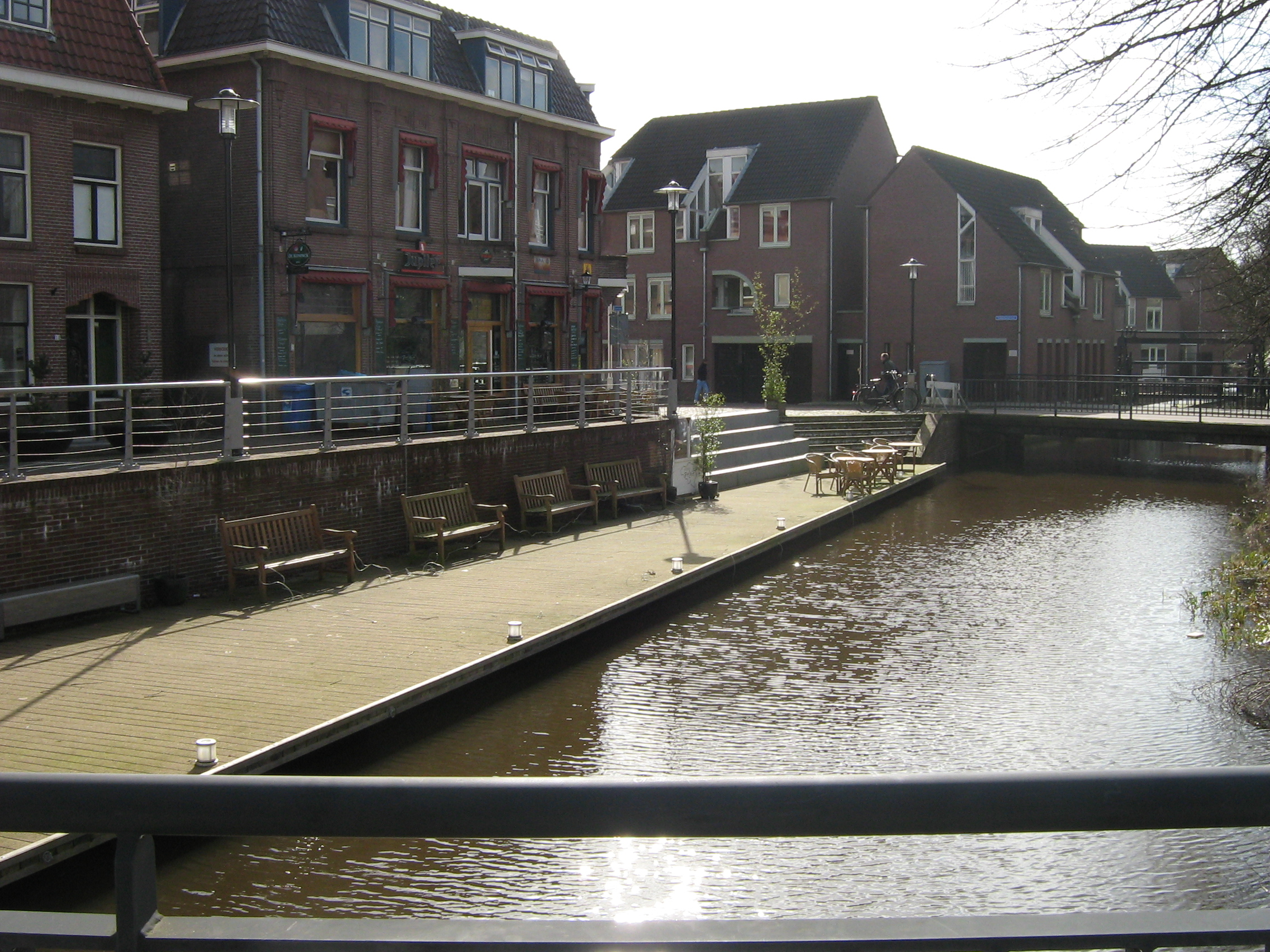
Verlaagd terras bij Proeflokaal "België"
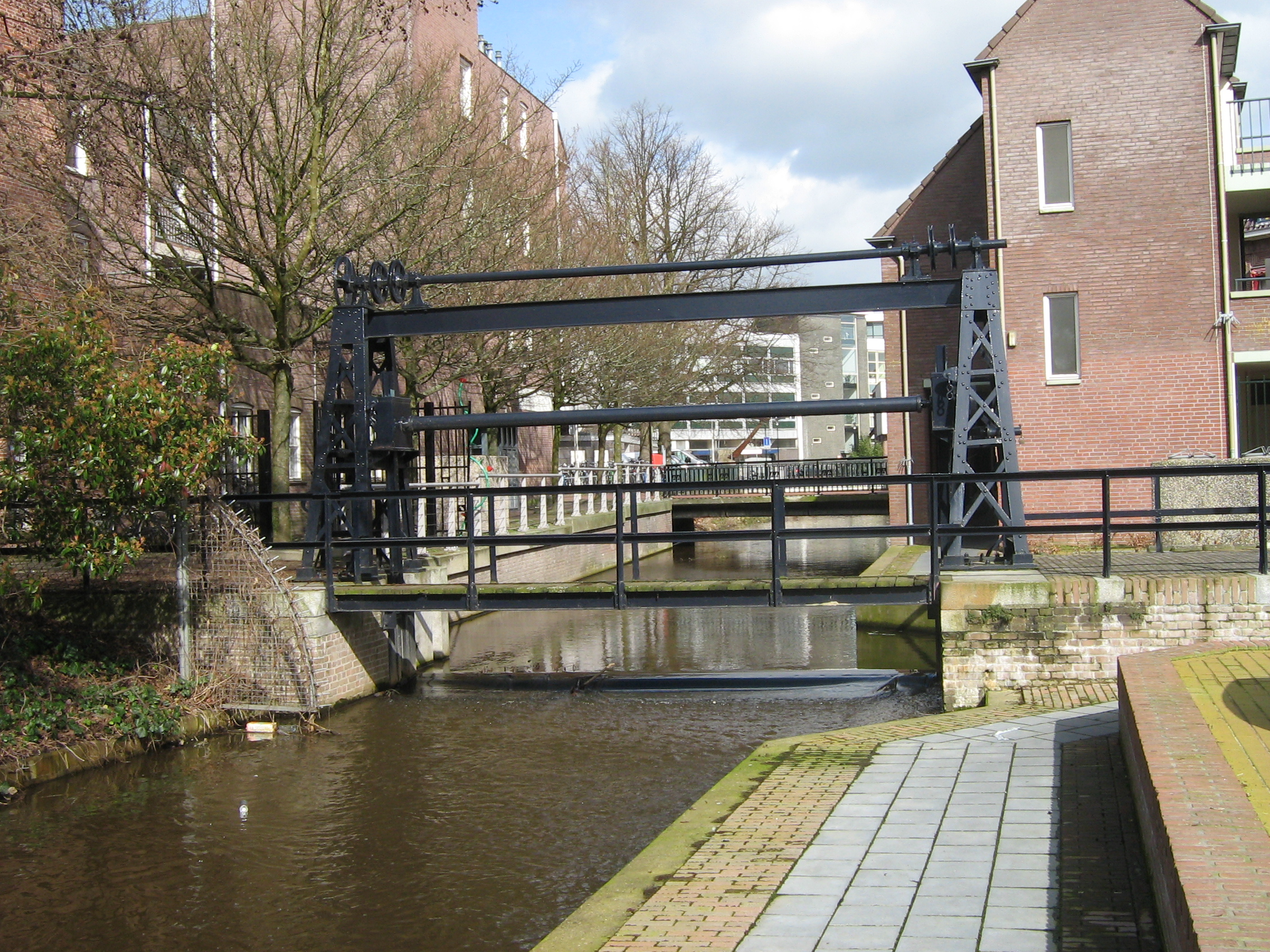
Stuw om het water op peil te houden
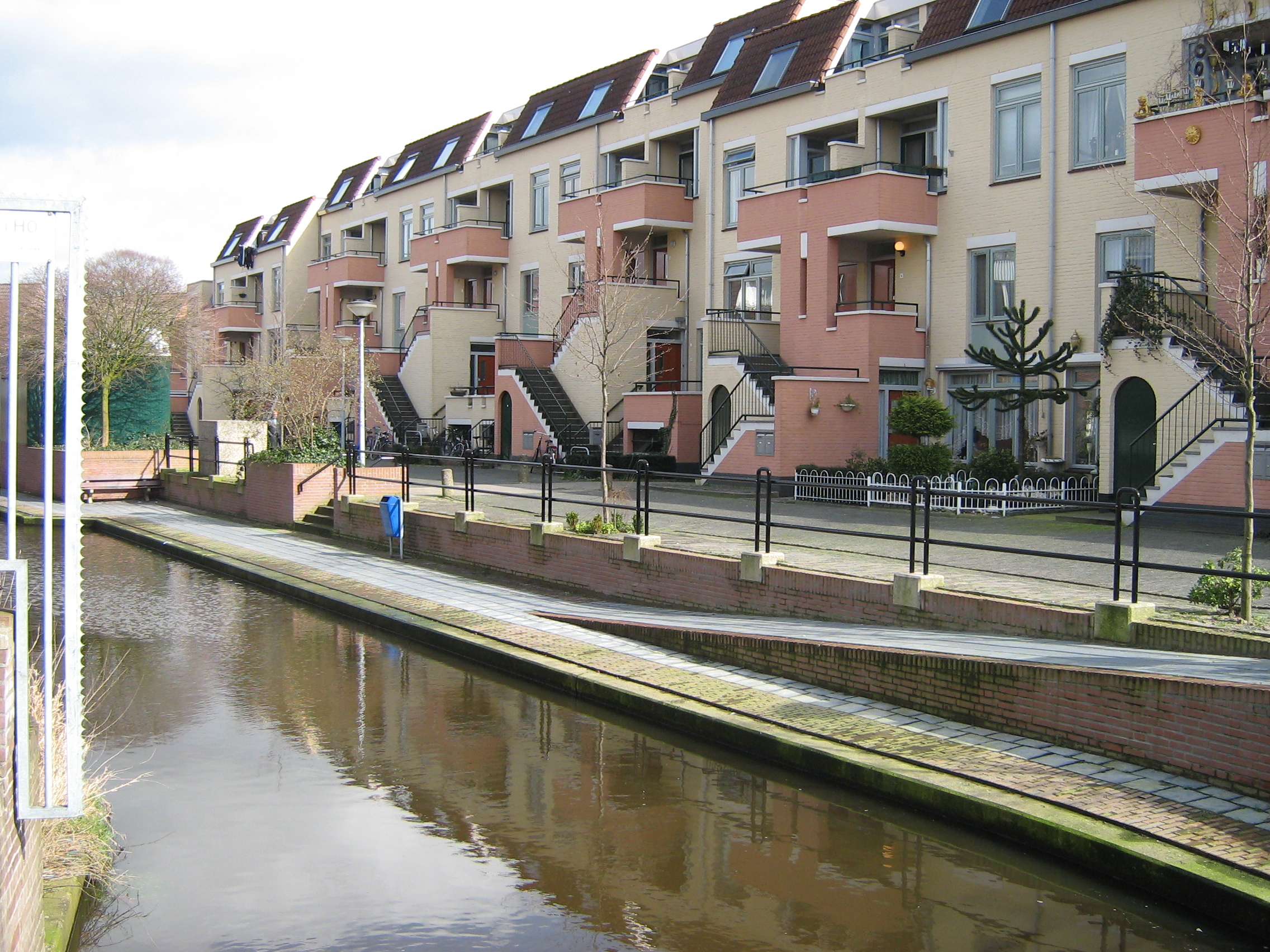
Woningbouw langs de Aa
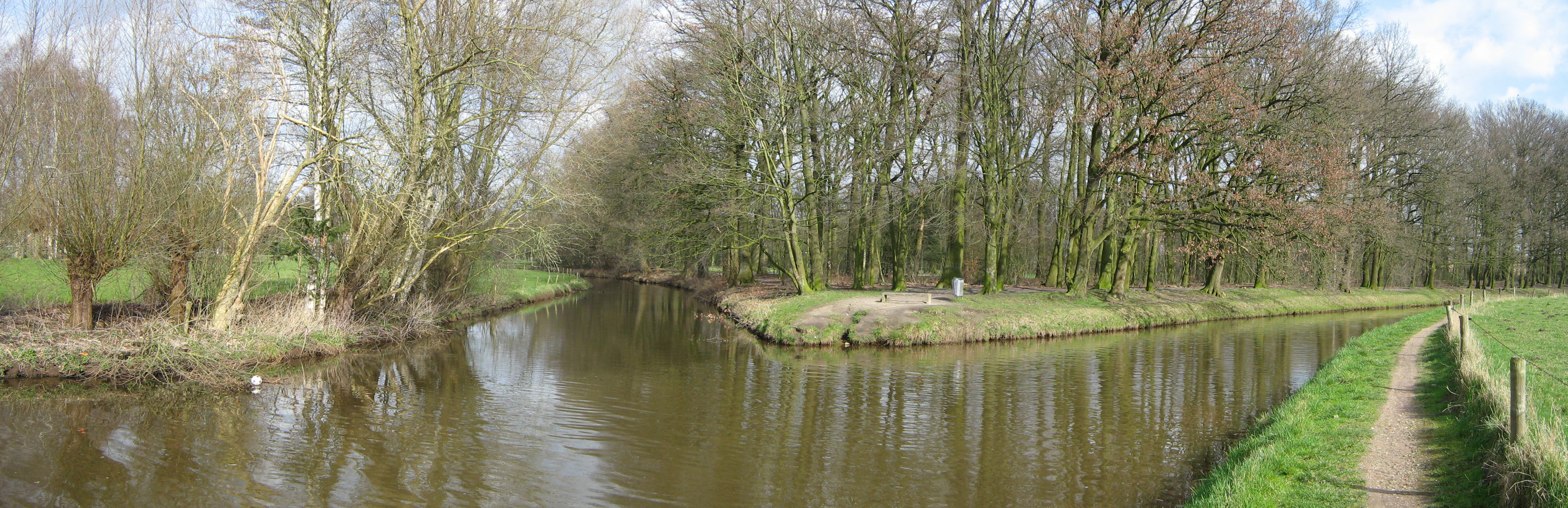
Hier stroomt rechts de Weezebeek bij de Aa in
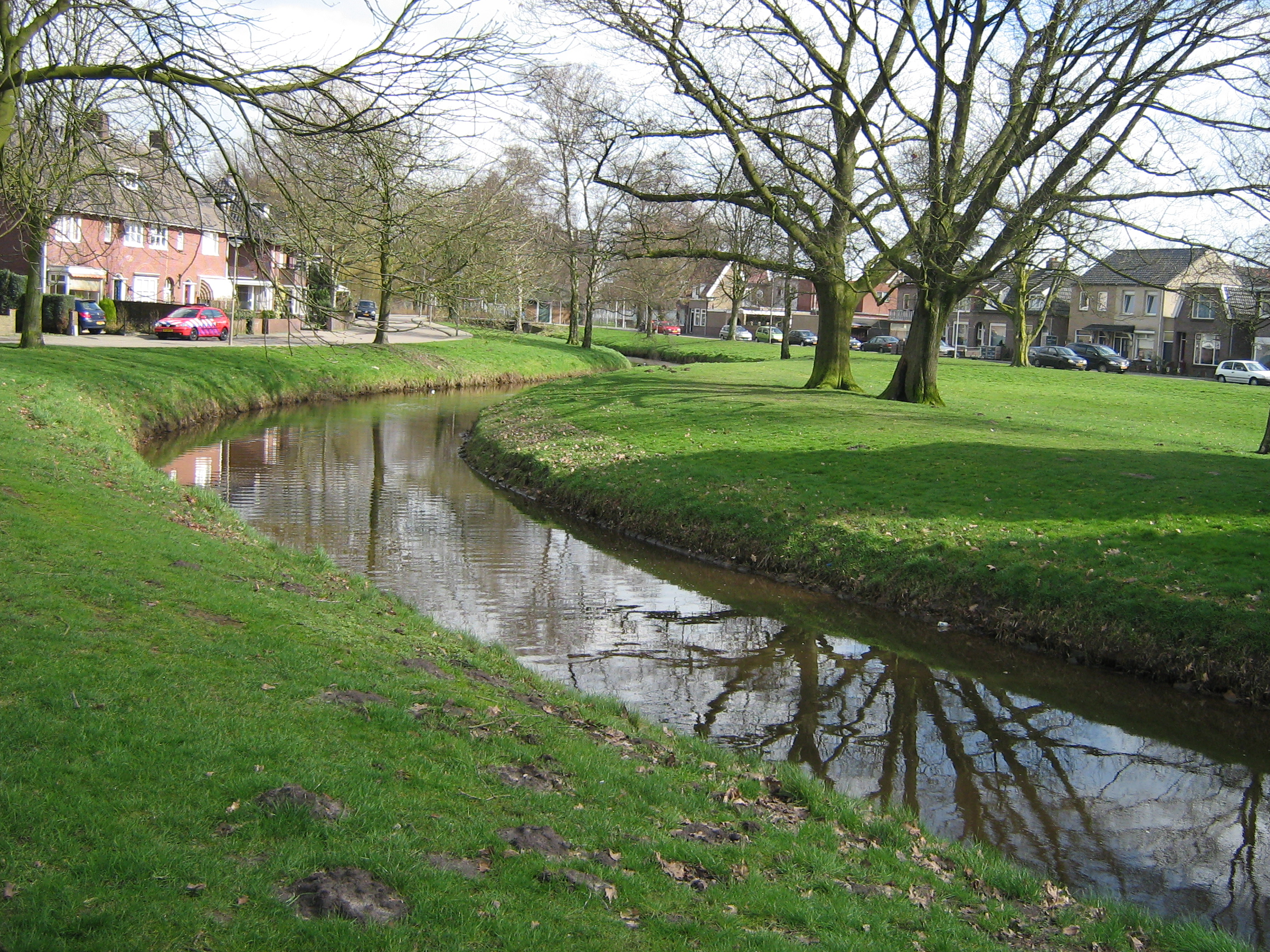
Meanderend door de Rohof
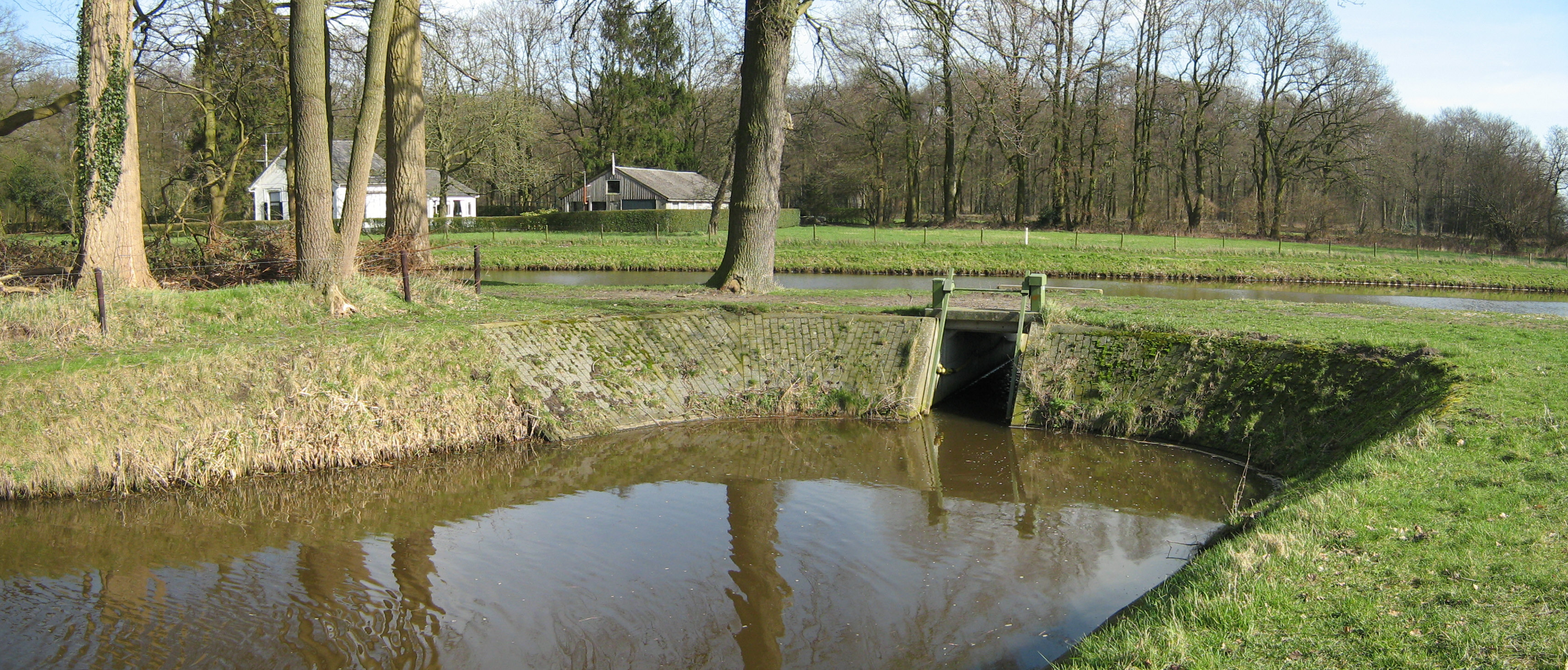
De Aa bij de bron
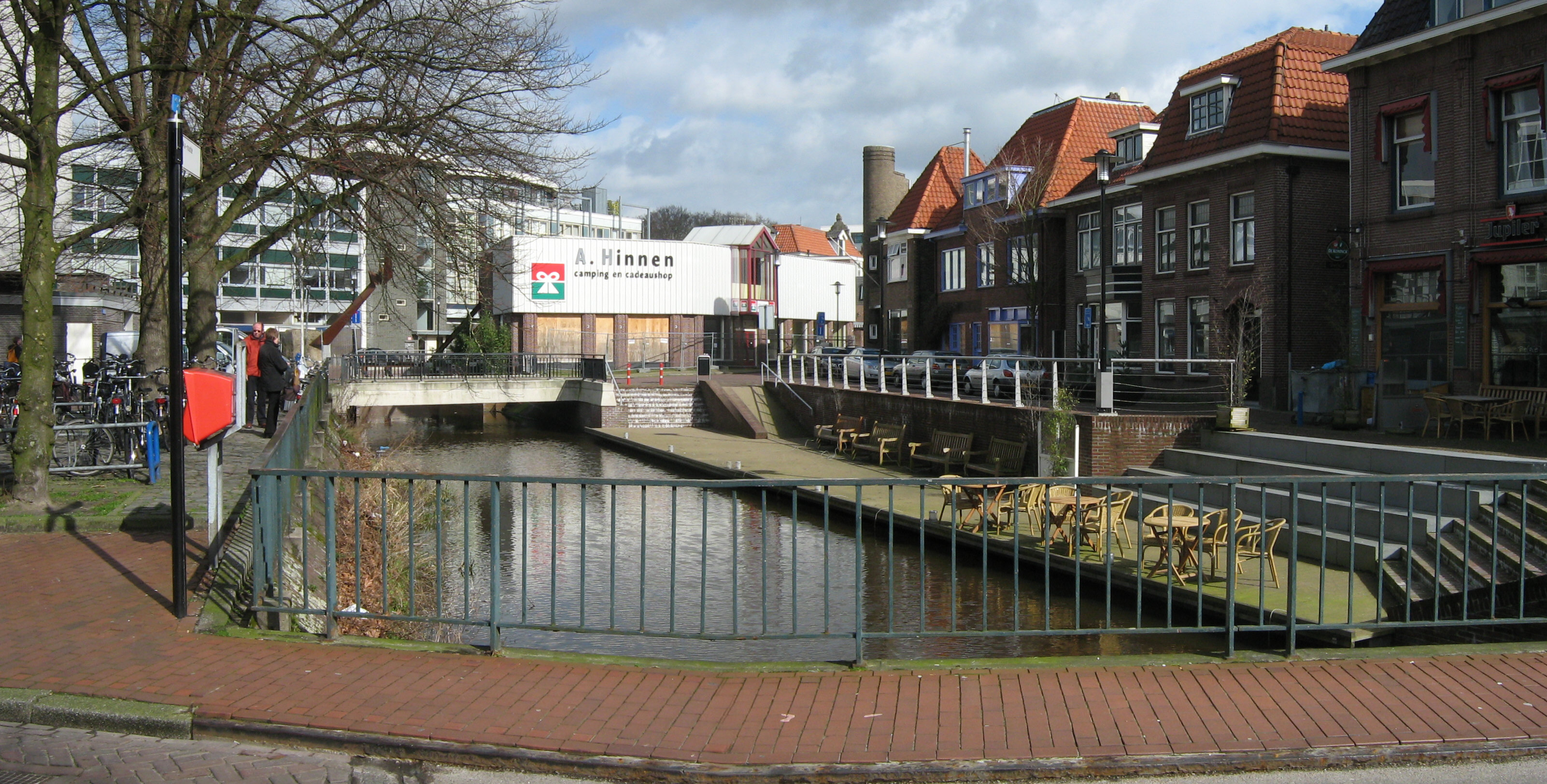
Het verlaagde terras bij Proeflokaal "België"
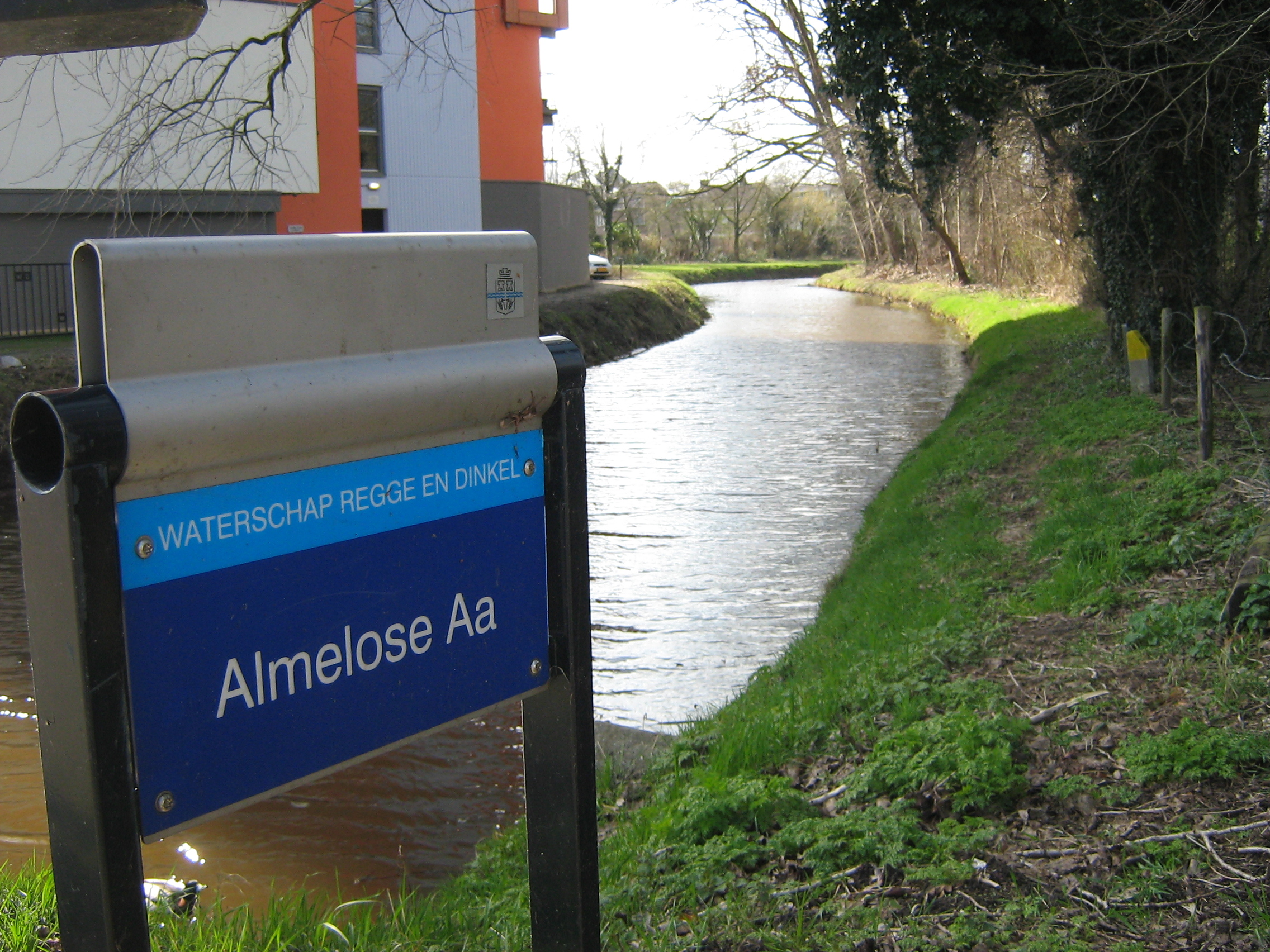
De Almelose Aa ter hoogte van de Castello-flat